# Испанский вариант (фильм)
«Испанский вариант» — фильм Эрика Лациса, снятый по одноимённой повести Юлиана Семёнова в 1980 году. Роман входит в штирлициану, однако в фильме у  героя — резидента советской разведки — другое имя.

## Сюжет
Конец 1930-х годов, идёт гражданская война в Испании. В небе над Испанией уже летают чёрные «Мессершмитты». Латышский журналист-антифашист, работающий на советскую разведку, с целью получить технические данные «Мессершмитта», внедряется в высшие круги германской разведки. Убедившись в сверхсекретности документации, разведчик решается на угон самолёта…

## В ролях
- Янис Плесумс — Ян Пальма
- Мирдза Мартинсоне — Мэри Пейдж
- Улдис Лиелдиджс — Уго Лерст
- Паул Буткевич — Вольф
- Ромуальдас Раманаускас — Хаген
- Улдис Думпис — Вальтер Шульц (в книге — Штирлиц)
- Всеволод Сафонов — начальник советской разведки
- Харий Лиепиньш — группенфюрер Дуфнер
- Антанас Габренас — генерал Гортон
- Арво Круусемент — Риббентроп
- Хельмут Зоммер — лорд Редсдейл
- Виктор Павловский — министр Хордана
- Анатолий Азо — сотрудник советской разведки
- Петерис Васараудзис
- Улдис Вейспал
- Пётр Вишневский
- Павел Кашлаков — сотрудник советской разведки
- Ольгерт Крастиньш
- Янис Круминьш
- Валерий Ольшанский — сотрудник советской разведки
- Роман Рудак
- Аустрис Упелниек

## Съёмочная группа
- Сценарий: Юлиан Семёнов
- Режиссёр: Эрик Лацис
- Оператор: Давис Симанис
- Композитор: Раймонд Паулс
- Художник: Дайлис Рожлапа